# Sibu
Sibu è una città della Malaysia di 250 000 abitanti, situata nello Stato di Sarawak. In origine parte del sultanato del Brunei, fu acquistata nell'aprile 1861 dal Raja Bianco James Brooke, che la incorporò nel reame di Sarawak.